# Шегарское сельское поселение
Шегарское се́льское поселе́ние — муниципальное образование в Шегарском районе Томской области Российской Федерации.
Административный центр — село Мельниково.

## История
Статус и границы сельского поселения установлены Законом Томской области от 10 сентября 2004 года № 206-ОЗ «О наделении статусом муниципального района, сельского поселения и установлении границ муниципальных образований на территории Шегарского района»

## Население
| 2002   | 2010  | 2012  | 2013  | 2014  | 2015  | 2016  |
| ------ | ----- | ----- | ----- | ----- | ----- | ----- |
| 10 236 | ↘9176 | ↘8996 | ↘8957 | ↘8890 | ↘8789 | ↘8750 |
| 2017   | 2018  | 2019  | 2020  | 2021  |       |       |
| ↘8686  | ↘8567 | ↘8532 | ↗8605 | ↗9226 |       |       |

## Состав сельского поселения
| № | Населённый пункт | Тип населённого пункта       | Население |
| - | ---------------- | ---------------------------- | --------- |
| 1 | Мельниково       | село, административный центр | ↗8274     |
| 2 | Нащёково         | деревня                      | ↗886      |
| 3 | Старая Шегарка   | деревня                      | ↘66       |